# Izogonális pont

Az izogonális pont megszerkesztése.

Az izogonális pont, Fermat-pont vagy Torricelli-pont a geometriában az a pont, amit egy háromszög csúcsaival összekötve az összekötő szakaszok együttes hossza minimális. Fermat fedezte fel, aki feladványul adta Evangelista Torricellinek a pont megszerkesztését.

## Az izogonális pont megszerkesztése
Ha a háromszögnek nincs 120°-nál nagyobb szöge, az izogonális pont egyben az a pont, amiből a háromszög mindhárom oldala azonos szög alatt látszik. (Ha van, a hozzá tartozó csúcs lesz az izogonális pont.) Megszerkesztéséhez egy-egy szabályos háromszöget kell emelni a háromszög oldalaira, és az újonnan kapott csúcsokat összekötni az eredeti háromszög szemközti csúcsaival. A három egyenes az izogonális pontban metszi egymást. (Ugyanebben a pontban metszik egymást a szabályos háromszögek köréírt körei is; Torricelli ezt használta fel a megoldásához.)

## Szerkesztés bizonyítása

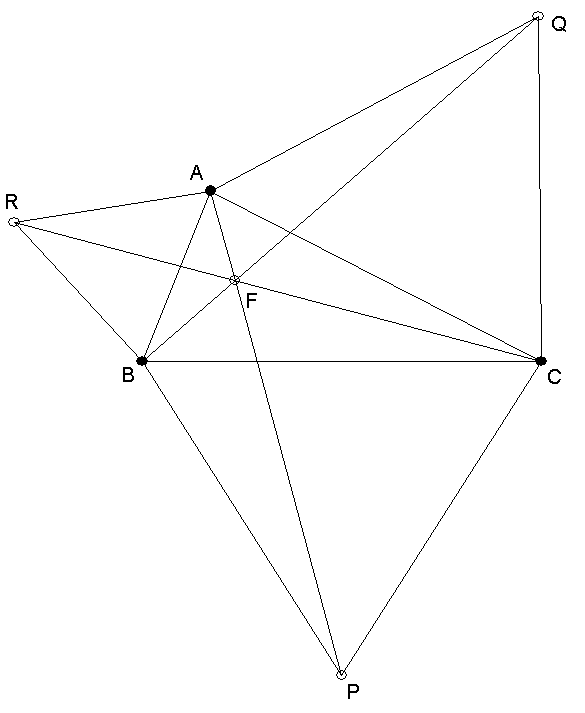
Ábra a bizonyításhoz.

A bizonyítás megmutatja, hogy a három egyenes egy ponton halad át.
Legyen F az RC és BQ egyenesek metszéspontja. Azt akarjuk megmutatni, hogy az AFP görbe egyenes.
Mivel AR=AB és AC=AQ,
{\displaystyle \angle RAC=\angle RAB+\angle BAC}
{\displaystyle \angle BAQ=\angle BAC+\angle CAQ}.
Továbbá, mivel {\displaystyle \angle RAB} és {\displaystyle \angle CAQ=60}º, amik belső szögei a szabályos háromszögeknek, {\displaystyle \angle RAC=\angle BAQ}. Ebből következik, hogy RAC és BAQ háromszögek egybevágóak. Vagyis {\displaystyle \angle ARF=\angle ABF} és {\displaystyle \angle AQF=\angle ACF}. Tehát ARBF és AQCF húrnégyszög. Mivel húrnégyszögek, {\displaystyle \angle AFB=\angle AFC=\angle BFC=120}º. BFCP szintén húrnégyszög, hiszen {\displaystyle \angle BFC+\angle BPC=180}º. Ennélfogva {\displaystyle \angle BFP=\angle BCP=60}º. Tehát {\displaystyle \angle AFP=\angle AFB+\angle BFP=180}º.

## Az izogonális tulajdonság
Tétel: Egy háromszög Fermat-pontjából a háromszög minden oldala 120 fok alatt látszik.
Bizonyítás: a matematikai optimalizálást, a Lagrange-szorzókat és a koszinusztételt használja.
A háromszög belsejében felvett pontot összekötjük a háromszög csúcsaival, és rendre X-nek, Y-nak, és Z-nek nevezzük ezeket a szakaszokat. Jelölje ezeknek a hosszát rendre x, y, z. Az X és Y által bezárt hegyesszög legyen α, az Y és a Z által bezárt szög β; ekkor az X és a Z szakasz szöge (2π − α − β). A Lagrange-szorzók módszerével a minimum:
x + y + z +
λ1 (x2 + y2 − 2xy cos(α) − a2) +
λ2 (y2 + z2 − 2yz cos(β) − b2) +
λ3 (z2 + x2 − 2zx cos(α + β) − c2) .
ahol a, b és c a háromszög oldalainak hossza.
A parciális deriváltakat kiszámítva:
δ/δx: 1 + λ1(2x − 2y cos(α)) + λ3(2x − 2z cos(α + β)) = 0
δ/δy: 1 + λ1(2y − 2x cos(α)) + λ2(2y − 2z cos(β)) = 0
δ/δz: 1 + λ2(2z − 2y cos(β)) + λ3(2z − 2x cos(α + β)) = 0
δ/δα: λ1y sin(α) + λ3z sin(α + β) = 0
δ/δβ: λ2y sin(β) + λ3x sin(α + β) = 0
Némi számolással adódik, hogy:
sin(α) = sin(β)
sin(α + β) = −sin(β)
vagyis: α = β = 120o

## Tulajdonságok
- A szerkesztésben felhasznált szabályos háromszögek körülírt körei a Fermat-pontban metszik egymást
- Trilineáris koordinátái:

csc(A + π/3) : csc(B + π/3) : csc(C + π/3), vagy ekvivalensen,
sec(A − π/6) : sec(B − π/6) : sec(C − π/6).
- Baricentrikus koordinátái:

a·csc(A + π/3) : b·csc(B + π/3) : c·csc(C + π/3)

## Második Fermat-pont
A második Fermat-pont az (első) Fermat-ponthoz hasonlóan szerkeszthető, kivéve, hogy a szabályos háromszögeket a háromszög belseje felé mérjük fel. Az első Fermat-ponthoz hasonló tulajdonságokkal bír, kivéve, hogy innen a háromszög egy oldala 120 fok, két oldala 60 fok alól látszik.
Trilineáris koordinátái:
csc(A − π/3) : csc(B − π/3) : csc(C − π/3), vagy ekvivalensen,
sec(A + π/6) : sec(B + π/6) : sec(C + π/6).
Trilineáris koordinátái:
a·csc(A − π/3) : b·csc(B − π/3) : c·csc(C − π/3)